# Vesna Evans
Vesna Evans, rozená Tvrtković, (* 1982 Sarajevo) je spisovatelka. Má české a bosenské občanství, píše česky, v současné době žije střídavě v Praze a v městě Stavanger v Norsku. Je členkou Asociace spisovatelů, Norské spisovatelské unie a Norského spisovatelského centra.

## Život a dílo
Od roku 1993 žila v Praze, kam se svou rodinou utekla před válkou z bývalé Jugoslávie. Její otec působil v Sarajevu jako manažer ve firmě, matka pracovala jako ekonomka. Po maturitě na gymnáziu vystudovala v roce 2009 tvůrčí psaní na Literární akademii (Soukromé vysoké škole Josefa Škvoreckého). Od roku 2014 žije v Norsku, je členkou Norské spisovatelské unie a Norského spisovatelského centra. Pracovala pro organizaci Člověk v tísni a v Norsku jako dobrovolnice pro Červený kříž.
V roce 2010 debutovala pod původním jménem Vesna Tvrtković sbírkou povídek Ani ve snu. Stejného roku vyšla i její povídka Ze strachu v antologii nakladatelství Listen Nauč mě milovat. V roce 2012 vydala novelu Idioti 21. století. Román Sametový domov vyšel v roce 2022.